# Новины (Гомельская область)
Новины (бел. Навіны) — посёлок в Даниловичском сельсовете Ветковского района Гомельской области Белоруссии.
На юге граничит с лесом.

## География

### Расположение
В 21 км на северо-запад от Ветки, 11 км от железнодорожной станции Лазурная (по линии Жлобин — Гомель).

## Транспортная сеть
Транспортные связи по просёлочной, затем автомобильной дороге Даниловичи — Ветка. Застройка деревянная усадебного типа.

## История
Основан в начале XX века переселенцами из соседних деревень. В 1926 году в Даниловичском сельсовете Гомельского района Гомельского округа. В 1930 году жители вступили в колхоз. 9 жителей погибли на фронтах Великой Отечественной войны. В 1959 году в составе колхоза имени И. С. Лебедева (центр — деревня Даниловичи).

## Население

### Численность
- 2004 год — 8 хозяйств, 9 жителей.

### Динамика
- 1926 год — 20 дворов, 113 жителей.
- 1959 год — 102 жителя (согласно переписи).
- 2004 год — 8 хозяйств, 9 жителей.